# Тха
Тха (адыг. Тхьа, Тхьэшхо, кабард.-черк. Тхьэ, Тхьэшхуэ) — бог у адыгов (черкесов), демиург, хозяин Вселенной, творец всего сущего и происходящего.
Тхьа (Тхьэшхо) — создатель Законов Вселенной, давший человеку возможность их познания. Тхьа предоставляет человеку свободу выбора. Тхьа не имеет какого-либо образа, Он Вездесущ, «Его дух рассеян по всему Космосу».
В черкесских гимнах Тхьа именуется «кого все просят, сам никого не просящий», «несуществующее умножающий», «на кого все надеются, сам ни на кого не надеется», «от кого дары исходят» и т. д.

## Культ Тха
Почитание и благоговейное отношение к Тхьа, просьбы к нему, выражаются через обряды и ритуалы — молитвы — Тхьатлеу (кабард.-черк. ТхьэлъэӀу), гимны — Хох (кабард.-черк. Хъохъу). Руководством обрядов занимались жрецы — Тхьамада (кабард.-черк. Тхьэмадэ).
Для проведения Тхьатлеу люди, объединенные в один приход — Тхьаш/Хаблэ (кабард.-черк. Тхьэщ/Хьэблэ), собирались в определённом месте под открытым небом — Тхьатлеупа (кабард.-черк. ТхьэлъэӀупӀэ). В большинстве случаев это рощи, считающиеся неприкосновенными — Тхьэлъэlупlэ, Тхьэщlагъ мэз. Кроме их основного названия, используют метафорическое — чийзыхамыбз (роща, в которой ничего не срезают).
Считается, что для Тхьатлеу нельзя пользоваться рукотворными сооружениями (арыш, lэрыщl).
Место Тхьатлеупа (Тхьэлъэlупэ) отмечается символом в виде буквы «Т».

## Тхашхо
Тхашхо [Тхьашхо] (Тхьэшхуэ) — (букв. Тха Великий) — особое, торжественное название бога Тха. Используется в обрядовых гимнах.